# UFC Fight Night: Hall vs. Silva
UFC Fight Night: Hall vs. Silva (también conocido como UFC Fight Night 181, UFC on ESPN+ 39 y UFC Vegas 12) fue un evento de artes marciales mixtas producido por Ultimate Fighting Championship que tuvo lugar el 31 de octubre de 2020 en las instalaciones del UFC Apex en Enterprise, Nevada, parte del área metropolitana de Las Vegas, Estados Unidos.

## Antecedentes

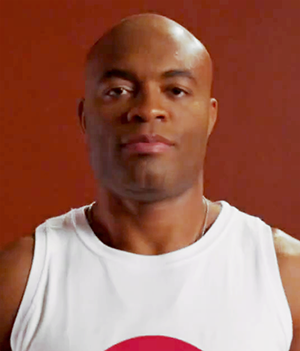
El presidente de UFC, Dana White, anunció que ésta sería la última pelea de Anderson Silva en UFC. Está considerado como uno de los más grandes de todos los tiempos y sigue ostentando el récord de victorias consecutivas en la organización (16) y el mayor reinado de títulos en la historia de UFC (2457 días).

Un combate de Peso Medio entre el ex Campeón de Peso Medio de la UFC Anderson Silva y Uriah Hall sirvió como cabeza de cartel. La pareja estaba inicialmente programada para enfrentarse en UFC 198 en mayo de 2016. Sin embargo, Silva se retiró debido a una colecistitis aguda, que requirió una colecistectomía.
Se esperaba que Raulian Paiva se enfrentara a Amir Albazi en un combate de Peso Mosca en el evento. Sin embargo, Paiva se retiró del combate el 11 de septiembre alegando una lesión de rodilla. Fue sustituido por Zhalgas Zhumagulov y se esperaba que su combate tuviera lugar en UFC on ESPN: Smith vs. Clark.
En el evento se esperaba un combate de Peso Medio entre Wellington Turman y Sean Strickland. Sin embargo, Turman se retiró el 29 de septiembre debido a las secuelas del COVID-19 que le impidieron entrenar después de que su periodo de dos semanas de cuarentena por la enfermedad terminara el 24 de septiembre. Fue sustituido por Jack Marshman.
Un combate de Peso Medio entre Krzysztof Jotko y Makhmud Muradov estaba programado brevemente para tener lugar en UFC Fight Night: Ortega vs. The Korean Zombie dos semanas antes, antes de ser trasladado a este evento. Sin embargo, Jotko se retiró del combate debido a una fractura en un dedo del pie y fue sustituido por Kevin Holland. A su vez, el combate sufrió otro revés durante la semana de la pelea, ya que Muradov dio positivo por COVID-19 y tuvo que retirarse. Holland se enfrentó al recién llegado a la promoción Charlie Ontiveros.
Se esperaba que Aaron Phillips se enfrentara a Adrian Yanez en un combate de Peso Gallo en el evento, pero Phillips se retiró el 20 de octubre debido a una lesión no revelada. Yáñez se enfrentó al recién llegado a la promoción Victor Rodriguez.
Un día antes del evento, el combate de Peso Mosca Femenino entre Priscila Cachoeira y Cortney Casey fue cancelado debido a que Cachoeira tuvo problemas con el corte de peso.
En el pesaje, Jack Marshman y Cole Williams no alcanzaron el peso para sus respectivos combates. Marshman pesó 187.5 libras, una libra y media por encima del límite de combate de Peso Medio sin título. Williams pesó 175.5 libras, cuatro libras y media por encima del límite de Peso Wélter. Ambos combates se celebraron en el Peso Capturado y cada uno de ellos fue multado con un porcentaje de su bolsa individual, que fue a parar a sus oponentes Sean Strickland y Jason Witt.

## Premios de bonificación
Los siguientes luchadores recibieron bonificaciones de $50000 dólares.
- Pelea de la Noche: No se concedió ninguna bonificación.
- Actuación de la Noche: Kevin Holland, Alexander Hernandez, Adrian Yanez y Miles Johns

## Consecuencias
El 9 de febrero de 2021, se anunció que la Comisión Atlética del Estado de Nevada (NSAC) emitió una suspensión de seis meses y una multa de $2,245,36 dólares ($1800 dólares + $445.36 dólares en concepto de honorarios legales) para Charlie Ontiveros debido a una prueba de drogas fallida relacionada con este evento. Sus resultados mostraron la presencia de metabolitos de DHCMT M3.